# Sbor ulsterských dobrovolníků

Vlajka Sboru ulsterských dobrovolníků

Sbor ulsterských dobrovolníků (anglicky: Ulster Volunteer Force (UVF)) je ulsterská loajalistická polovojenská skupina v Severním Irsku. Vznikla v roce 1966 a je pojmenovaná podle skupin Ulsterských dobrovolníků z počátku 20. století. Skupina vedla ozbrojenou kampaň během třicetiletého konfliktu v Severním Irsku. V roce 1994 vyhlásila příměří a svou kampaň oficiálně ukončila v roce 2007. Skupina je klasifikována jako teroristická ve Spojeném království, Irské republice a Spojených státech.
Deklarovaným cílem skupiny byl boj proti irskému republikanismu, reprezentovanému především Prozatímní IRA, a udržet status Severního Irska jako součásti Spojeného království. Je zodpovědná za 500 mrtvých z nichž většinu (dvě třetiny) tvořili irští katoličtí civilisté. V roce 1971 provedla skupina svůj nejkrvavější útok na území Severního Irska; bombový útok na McGurk's Bar si vyžádal životy patnácti civilistů. Od roku 1969 provedla skupina několik útoků na území Irské republiky. Největším z nich byl bombový útok v Dublinu a Monaghan, během nějž bylo při sérií koordinovaných výbuchů automobilů zabito 33 civilistů. Šlo o nejsmrtonosnější teroristický útok v celém severoirském konfliktu. Výbuchům automobilů nepředcházelo telefonické varování. Skupina je rovněž odpovědná za vraždu tří členů hudební skupiny The Miami Showband z roku 1975, kteří byli zastřeleni před falešným vojenským kontrolním stanovištěm muži oblečenými v britských armádních uniformách. Během této operace byli v důsledku nesprávné manipulace s výbušninou zabiti také dva členové UVF. Posledním velkým útokem této skupiny byl masakr v obci Loughinisland v roce 1994, během nějž bylo zabito šest katolických civilistů ve venkovské hospodě.